# Xerse

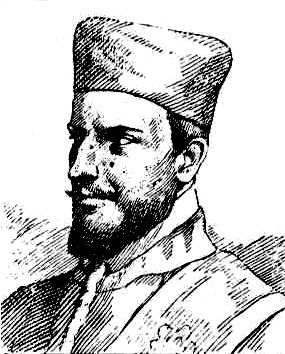
Francesco Cavalli

Xerse är en italiensk opera (dramma per musica) i prolog och tre akter med musik av Francesco Cavalli och libretto av Nicolò Minato.

## Historia
Xerse var ett av Cavallis mest framgångsrika verk. En senare version av librettot användes av både Giovanni Battista Bononcini (Xerse) och Georg Friedrich Händel (Xerxes). I första akten förekommer arian "Ombra mai fu", en aria som i Händels version av arian har blivit synnerligen berömd.
Operan hade premiär vid på Teatro Santi Giovanni e Paolo i Venedig den 12 januari 1655.

## Personer
- Xerse (kontraalt)
- Arsamene (kontraalt)
- Romilda (sopran)
- Ariodate (tenor)
- Amastre (sopran)
- Elviro (kontraalt)
- Adelanta (sopran)
- Eumene (sopran)
- Aristone (bas)
- Periarco (kontraalt)
- Clito (sopran)
- Sesostre (tenor)
- Spitalce (bas)
- Capitano (bas)
- Momo (bakgrundssångare)
- Apollo (bakgrundssångare)

## Handling
Kung Xerse beslutar sig för att gifta sig med Romilda, hans bror Arsamenes trolovade. Xerse har hittills varit förlovad med Amastre. Romildas syster Atalanta älskar på samma gång Arsamene. Efter diverse trassel försonas Romilda och Arsamene, och Romilda avvisar Xerse. Rasande beordrar han att Arsamene ska avrättas. Romildas fader har emellertid missförstått ett krypterat meddelande från Xerse och gifter bort sin dotter med Arsamene. Xerse blir förtvivlad men lugnas av åsynen av Amastre. Driven av ånger gifter han sig med henne.